# Stop Crying Your Heart Out
〈Stop Crying Your Heart Out〉는 영국의 록 밴드 오아시스의 곡이다. 이 노래는 노엘 갤러거가 작곡했고 오아시스에 의해 제작되었다. 이 음반은 2002년 6월 17일, 이 밴드의 다섯 번째 스튜디오 음반인 《Heathen Chemistry》의 두 번째 싱글로 발매되었다. 리암 갤러거가 리드 보컬리스트이고, 노엘은 백 보컬을 맡았다.
〈Stop Crying Your Heart Out〉는 데뷔해서 영국 싱글 차트에서 2위로 정점에 올랐고 영국 인디 차트에서 6위에 올랐다. 이 노래는 이탈리아에서 1위를 차지했고, 벨기에, 덴마크, 핀란드, 노르웨이에서 상위 20위에 올랐다. 이 곡은 2002년 7월 12일, 영국 축음기 협회에 의해 실버로 인증을 받았으며 이는 20만 부가 넘는 출하를 의미한다.
영국의 싱어송라이터 리오나 루이스는 그녀의 두 번째 스튜디오 음반인 《Echo》의 커버 버전을 녹음했다. 그녀는 《더 엑스 팩터》의 6번째 시리즈 최종회에서 그녀의 버전을 실행했고, 그 곡은 영국 싱글 차트에서 29위와 영국 R&B 차트에서 11위에 이르렀다.

## 작곡 및 가사
〈Stop Crying Your Heart Out〉는 노엘 갤러거가 단독으로 작곡하였으며, 오아시스가 프로듀싱을 맡았다. 이 곡은 영국의 휠러 엔드 스튜디오와 올림픽 스튜디오에서 녹음되었고, 마크 스텐트가 믹싱을 담당하였다. 엔지니어로는 데이비드 트리어언, 얀 "스탠" 카이베르트, 폴 월튼이 참여하였다. 〈Stop Crying Your Heart Out〉는 동기부여적인 메시지를 담은 발라드로, 재생 시간은 5분 5초이다. 이 곡의 멜로디 구조는 오아시스의 데뷔 스튜디오 음반 《Definitely Maybe》 (1994년)에 수록된 〈Slide Away〉와 강한 유사성을 지니며, 후렴구는 1996년 곡 〈Don't Look Back in Anger〉의 코러스를 연상시킨다. 리암 갤러거는 오케스트라 반주 속에서 "All of the stars / Are fading away / Just try not to worry / You'll see them some day (모든 별들이 / 점점 사라져가고 있어 / 너무 걱정하지 마 / 언젠가 다시 보게 될 거야)"라는 가사를 감미롭게 부른다. 〈Stop Crying Your Heart Out〉는 B단조로 작곡되었으며, 76박자의 일반 박자로 구성되어 있다.

## 곡 목록
- CD 싱글 및 EP[9][10]

1. "Stop Crying Your Heart Out" – 5:02
2. "Thank You for the Good Times" (앤디 벨) – 4:32
3. "Shout It Out Loud" – 4:20

- DVD (RKIDSDVD 24)

1. "Stop Crying Your Heart Out" – 5:03
2. "Stop Crying Your Heart Out" (demo) – 5:09
3. 10 Minutes of Noise and Confusion part two – 7:24

## 인증
| 국가                               | 인증        | 판매량/출하량 |
| ---------------------------------- | ----------- | ------------- |
| 이탈리아 (FIMI)                    | 골드        | 35,000        |
| 스페인 (PROMUSICAE)                | 골드        | 25,000        |
| 영국 (BPI)                         | 2× 플래티넘 | 1,200,000     |
| 판매량+스트리밍을 기반으로 한 인증 |             |               |